# Institut Clément Ader
 (avril 2022).
Pour les articles homonymes, voir ICA.
L'Institut Clément Ader (ICA) est un laboratoire de recherche sous tutelle de l'Institut national des sciences appliquées de Toulouse (INSA Toulouse), de l'Université Toulouse-III-Paul-Sabatier (UPS), de l'École nationale supérieure des mines d'Albi-Carmaux (IMT Mines Albi), de l'Institut supérieur de l'aéronautique et de l'espace (ISAE-SUPAERO) et du Centre national de la recherche scientifique (CNRS).
Créé en 2009, il s'agit d'une unité mixte de recherche (UMR CNRS no 5312) basée à Toulouse et comportant des antennes à Albi,Tarbes et Figeac.

## Historique
L'Institut Clément Ader a été créé le 30 juin 2009 à la suite de la fusion du centre de recherche outillages, matériaux et procédés de l'IMT Mines Albi (CROMeP), du département mécanique structures et matériaux de l'ISAE-SUPAERO (DMSM) et du laboratoire de génie mécanique de Toulouse de l'INSA Toulouse et de l'UPS (LGMT). Son nom fait référence à Clément Ader, ingénieur français, pionnier de l'aviation.
Initialement reconnu comme Équipe d'accueil (EA no 814) par le Ministère de l'enseignement supérieur et de la recherche (MESR) et le haut conseil de l'évaluation de la recherche et de l'enseignement supérieur (HCÉRES), il devient une formation de recherche en évolution du CNRS (FRE CNRS no 3687) le 1er janvier 2015, puis une unité mixte de recherche du CNRS (UMR CNRS no 5312) le 1er janvier 2016. Il est situé dans 3 villes : Toulouse (UPS, INSA, ISAE), Tarbes (IUT de Tarbes – UPS) et Albi (IMT Mines Albi).

### Directeurs successifs
- 2009-2013 : Marc Sartor[5] ;

- 2013-2020 : Philippe Olivier[6] ;

### Identité visuelle

Ancien logo (2009-2018)
Nouveau logo (2018)

## Thématiques et équipes de recherche
Les recherches du laboratoire s’inscrivent dans le domaine de la mécanique du solide : matériaux, génie mécanique, structures mécaniques, systèmes mécaniques, procédés, mesures, métrologie, modélisation, durabilité, usinage, etc. Il regroupe environ 90 enseignants-chercheurs, 10 chercheurs temporaires, 30 BIATSS, 115 doctorants répartis dans 4 groupes de recherche.

## Doctorats
L'ICA accueille actuellement 115 doctorats rattachés aux écoles doctorales, :
- L'école doctorale Systèmes (ED SYS – 309) ;
- L'école doctorale Aéronautique Astronautique (ED AA – 467) ;
- L'école doctorale Mécanique, Energétique, Génie Civil & Procédés (ED MEGeP – 468) ;

En 2018, 7 doctorants du laboratoire ont soutenu leur thèse.

## Pour approfondir